# Góry Izerskie

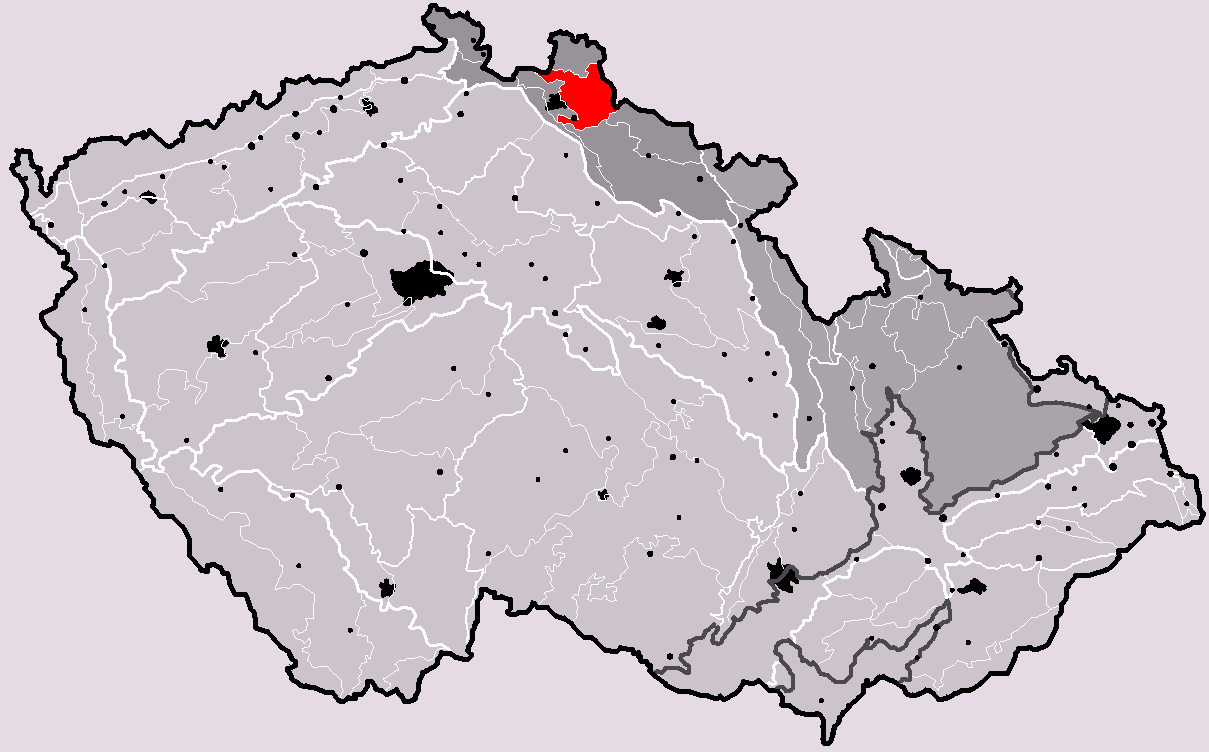
Położenie Gór Izerskich na mapie Czech

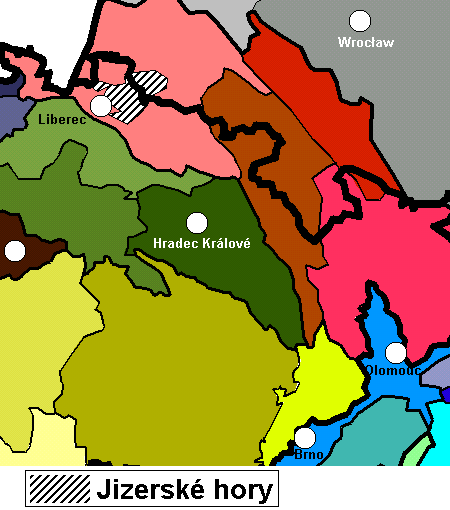
Góry Izerskie na mapie geomorfologicznej Czech i Polski

Góry Izerskie (cz. Jizerské hory, niem. Isergebirge) (332.34) – pasmo górskie w Sudetach Zachodnich, na terenie Czech i Polski. Od zachodu zamknięte Bramą Łużycką, od Karkonoszy oddzielone Przełęczą Szklarską. Na północy przechodzi w Pogórze Izerskie. Tworzy je szereg grzbietów górskich o przebiegu północny zachód – południowy wschód; najważniejsze z nich to: w części polskiej: Grzbiet Kamienicki (Kamienica – 974 m n.p.m.), Wysoki Grzbiet (Wysoka Kopa – 1126 m n.p.m. – najwyższe wzniesienie Gór Izerskich) oba grzbiety łączy wododział Kwisy i Małej Kamiennej Rozdroże Izerskie; w części czeskiej: Střední jizerský hřeben (Jelení stráň – 1018 m n.p.m.), Vlašský hřeben (Černý Vrch – 1024 m n.p.m.), Desenský hřeben i Hejnický hřeben (Izera – 1122 m n.p.m.). W południowej części znajduje się szereg wzniesień o charakterze gór wyspowych – Špičák, Slovanka, Bramberk, Dračí vrch, a na południowym skraju długi grzbiet z kulminacją Černá studnice.

## Rzeźba terenu
Góry Izerskie są niezbyt wysokie, o łagodnych wierzchowinach (na skutek działania warunków atmosferycznych w okresie paleogenu – 70–35 mln lat temu – nastąpiło wietrzenie skał, powodując wyrównanie szczytowych partii gór). Wschodnia część Wysokiego Grzbietu tworzy wąski grzbiet o stromych stokach północnych i południowych. Taki kształt spowodowany jest budową geologiczną tego odcinka – tworzą go bardzo odporne na wietrzenie hornfelsy. Budują one szereg skałek.
W północnej części Gór Izerskich, zbudowanej z gnejsów i łupków łyszczykowych, występuje niewiele skałek. Południowo-zachodnia część Gór Izerskich, zbudowana z granitu karkonoskiego, obfituje w skałki.

## Geologia
Góry Izerskie należą do jednostki zwanej blokiem karkonosko-izerskim, stanowiąc jego zachodnią część. Północną część tworzy metamorfik izerski, czyli masyw zbudowany ze starych przeobrażonych skał, otaczających łukiem młodsze granity karkonoskie, budujące znaczną część Karkonoszy i czeskich Gór Izerskich. Skały metamorficzne polskiej części gór to gnejsy, granitoidy i łupki łyszczykowe, ponadto leptynity i leukogranity, a także wkładki amfibolitów, powstałe głównie w dolnym paleozoiku w czasie orogenezy kaledońskiej. Wśród gnejsów na uwagę zasługuje gnejs oczkowy, charakterystyczne dla nich jasne oczko zbudowane głównie z kryształów kwarcu i skaleni w ciemnej jednolitej masie skalnej.
Wśród granitoidów wyróżniają się szczególnie tak zwane granity rumburskie lub izerskie, tkwiące w postaci wielkich soczew w gnejsach.
Łupki łyszczykowe występują w kilku odmianach. Jedną z nich są hornfelsy, które występują w Wysokim Grzbiecie pasem o długości 6 km na wschód od Izerskich Garbów. Inne odmiany, to: łupki muskowitowe, muskowitowo-kwarcowe, łupki chlorytowe, łupki muskowitowo-biotytowe, łupki z granatami.
Skały metamorfiku izerskiego pocięte są siecią żył kwarcowych. Jedna z nich eksploatowana była w kopalni Stanisław.
Południową część Gór Izerskich, w tym prawie całą czeską ich część, budują granity karkonoskie wieku górnokarbońskiego.
Po stronie czeskiej, na wschód od wsi Izerki, znajduje się Bukowiec (cz. Bukovec) – wzniesienie o wysokości 1005 m n.p.m., zbudowane z trzeciorzędowego bazaltu.

### Surowce mineralne

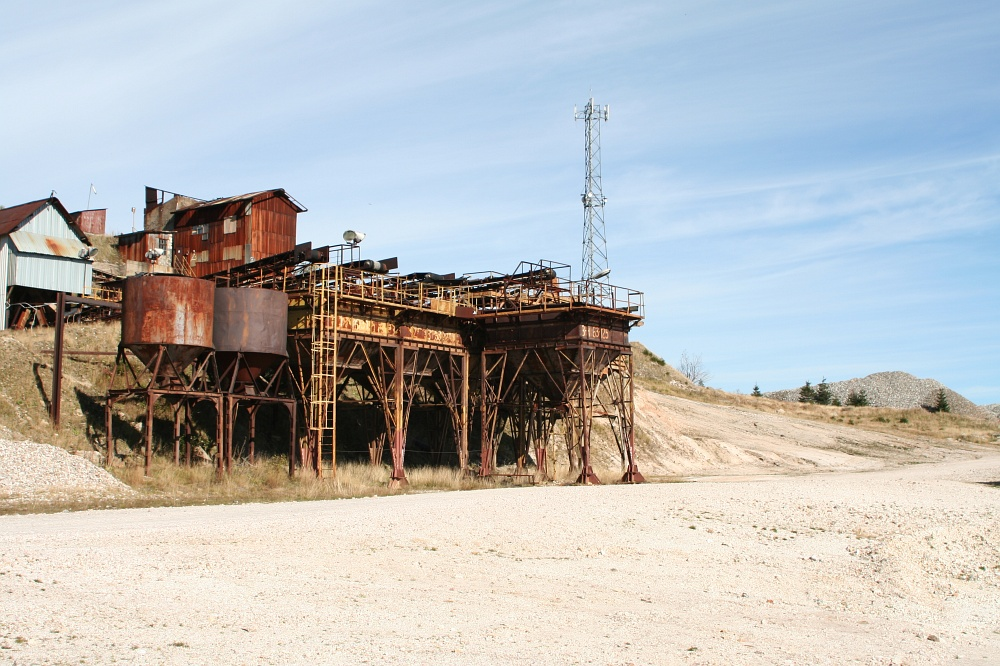
Góry Izerskie, nieczynna kopalnia kwarcu „Stanisław”

#### Kamienie szlachetne i ozdobne
Ze skałami przeobrażonymi związane jest występowanie kamieni półszlachetnych, szlachetnych i cennych surowców mineralnych. Od średniowiecza Góry Izerskie penetrowane były przez różnych poszukiwaczy.
Znanym miejscem występowania kamieni szlachetnych w polskiej części gór była dolina górnej Izery wokół osady Wielka Izera (Hala Izerska), gdzie znajdowano rubiny, szafiry oraz agaty.
Jednak najbardziej znane z eksploatacji było ujście Šafirovego potoku do Jizerki na Malej jizerskej louce. Znajdowano tam: amfibole, apatyty, diopsydy, tytanity, ametysty, awanturyny, chalcedony, chryzoprazy, kryształy górskie, granaty, cyrkony, turmaliny i czarne ilmenity, nazywane izerynami. Zapisy z 1845 r. świadczą, że izeryny były znacznym źródłem dochodu mieszkańców Jizerky i Gross-Iser (Wielka Izera). Kobiety i dzieci wybierały je z potoków i sprzedawały do Berlina i Drezna na wyrób biżuterii żałobnej.
W dolinie Kamienicy oraz w okolicy góry Złotych Jam znajdowano samorodki złota.
Na Rozdrożu Izerskim do dziś można znaleźć okazy kwarcu występującego w żyłach kwarcowych. Największa żyła kwarcu ciągnie się na przestrzeni 10 km pasem o szerokości 10–80 m i była eksploatowana w kopalni Stanisław.
Granaty obficie pojawiają się w łupkach Kamienickiego Grzbietu, a turmaliny w zbudowanych z łupków grzebieniach Wysokiego Grzbietu.

#### Rudy metali
Na północnych zboczach Grzbietu Kamienickiego, a na zachód od Krobicy, na północnych zboczach Wysokiego Grzbietu, występują rudy cyny i rudy kobaltu wydobywane z przerwami od XV do XIX wieku. Po raz ostatni rudy cyny próbowano wydobywać w czasie II wojny światowej. Pozostałością po górnictwie kobaltu i cyny są liczne hałdy, ślady szybów i sztolni, zarówno wydobywczych, jak i poszukiwawczych.

#### Surowce skalne
Gnejsy w okresie powojennym nie były eksploatowane.
Spośród surowców skalnych największą popularnością cieszą się granity, wykorzystywane jako tłuczeń i materiał budowlany. Z kilku istniejących dawniej kamieniołomów obecnie czynny jest tylko jeden – w Szklarskiej Porębie-Hucie.
W nieczynnych sztolniach na wschodnim zboczu czeskiej Rapickéj hory ponad Novym Městem pod Smrkem zimuje co roku po kilkaset nietoperzy.

## Klimat

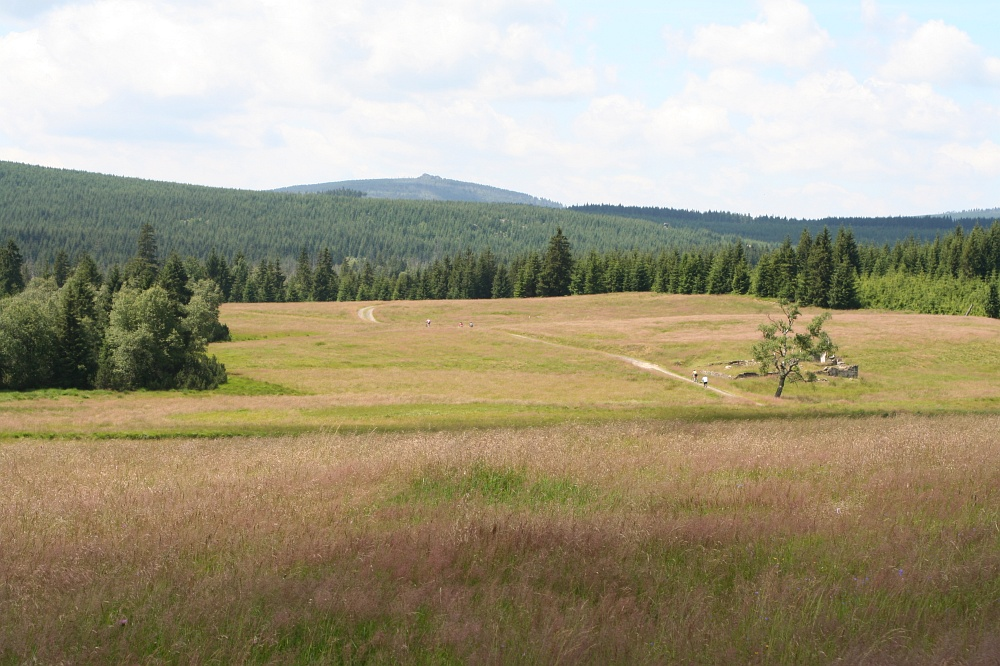
Góry Izerskie: Hala Izerska

Klimat górski. Hala Izerska jest uważana za polski biegun zimna.

## Wody

### Wody powierzchniowe
Przez Góry Izerskie przebiega dział wodny oddzielający zlewisko morza Bałtyckiego i Północnego. Główną rzeką odwadniającą pasmo jest graniczna Izera (cz. Jizera) wraz z licznymi dopływami (m.in. Kamenice) będąc prawym dopływem Łaby odprowadza wody do Morza Północnego.
Ważniejsze rzeki polskiej części Gór Izerskich to Kamienica, Kamienna i Kwisa – dopływy Bobru, a po stronie czeskiej Smědá (Witka), Jeřice, Řasnice i Lomnice – dopływy Nysy Łużyckiej. Wszystkie one należą do dorzecza Odry.

### Wody mineralne
W Górach Izerskich wody mineralne występują głównie w strefie uskokowej w rejonie Świeradowa – Czerniawy. Wody te należą do nisko mineralizowanych szczaw wodorowęglanowo-wapniowo-magnezowych z zawartością żelaza, fluoru oraz radonu.
Po raz pierwszy lecznicze działanie wód, naukowo stwierdziła komisja powołana przez Hrabiego Schaffgotscha w 1739 roku, i wkrótce powstały tu pierwsze domy zdrojowe.

## Ochrona przyrody
Liczne spłaszczenia wierzchowinowe, często o małym odpływie, przy danym klimacie sprzyjają rozwojowi torfowisk wysokogórskich z bogatymi, często unikatowymi roślinami. Obecnie po stronie polskiej istnieją tu dwa rezerwaty przyrodnicze: Torfowiska Doliny Izery i Krokusy w Górzyńcu.
W czeskiej części Gór Izerskich do ochrony przyrody powołano w 1967 roku CHKO Góry Izerskie o powierzchni 368 km² (2000 r.). Istnieją tam również 22 rezerwaty przyrody.
4 listopada 2009 roku na terenie Gór Izerskich powołany został Izerski Park Ciemnego Nieba, jako pierwszy projekt tego typu w Polsce i Czechach. Jest to jednocześnie pierwszy transgraniczny park ciemnego nieba na świecie.
19 lutego 2011, na podstawie rozporządzenia Ministra Środowiska, na terenie Gór Izerskich wyznaczony został obszar specjalnej ochrony ptaków, będący częścią europejskiej sieci ekologicznej Natura 2000. Obszarowi nadano nazwę „Góry Izerskie” i kod PLB020009. Celem wyznaczenia tego obszaru jest ochrona dziko występującego ptactwa, między innymi cietrzew, sóweczka i włochatka, dla których Góry Izerskie stanowią jeden z najważniejszych w kraju obszarów lęgowych. Powierzchnia obszaru objętego ochroną wynosi 20343,6 ha. Obszar chroniony położony jest na terenie gmin: Mirsk (10 911,3 ha), Piechowice (516,6 ha), Stara Kamienica (4 617,5 ha), Szklarska Poręba (3 859,6 ha) i Świeradów-Zdrój (438,6 ha).

## Miejscowości
Wokół Gór Izerskich położone są: Jakuszyce, Szklarska Poręba, Świeradów-Zdrój, Mirsk, Nové Město pod Smrkem, Frýdlant, Liberec, Jablonec nad Nysą, Desná, Tanvald, Hejnice.

## Atrakcje turystyczne

Szlaki biegów narciarskich Góry Izerskie – Rozdroże pod Cichą Równią

Szlaki spacerowe – Rozdroże pod Cichą Równią

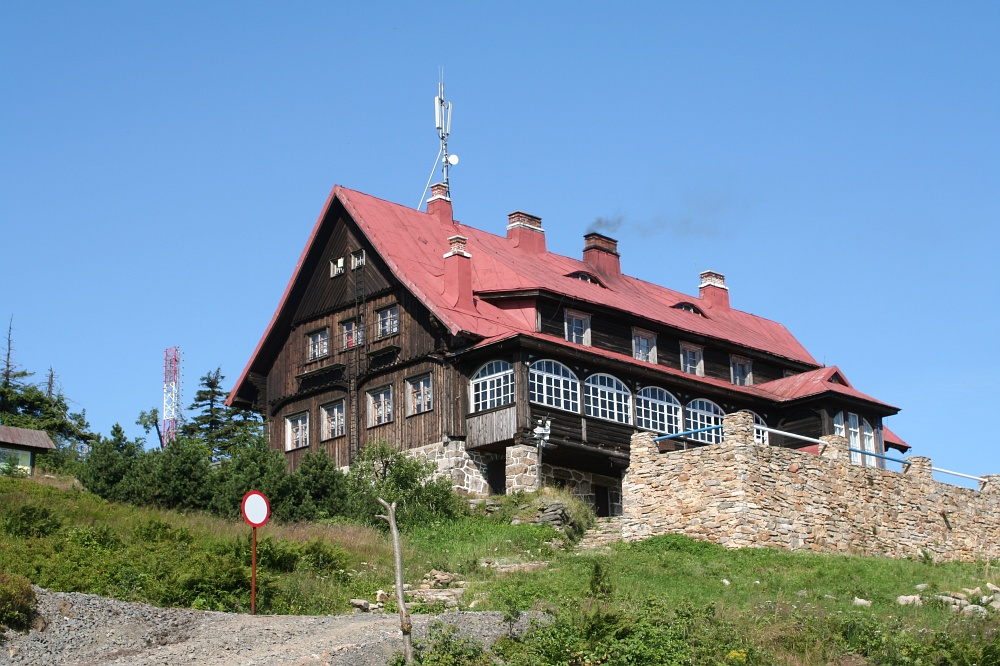
Góry Izerskie: Schronisko PTTK na Stogu Izerskim

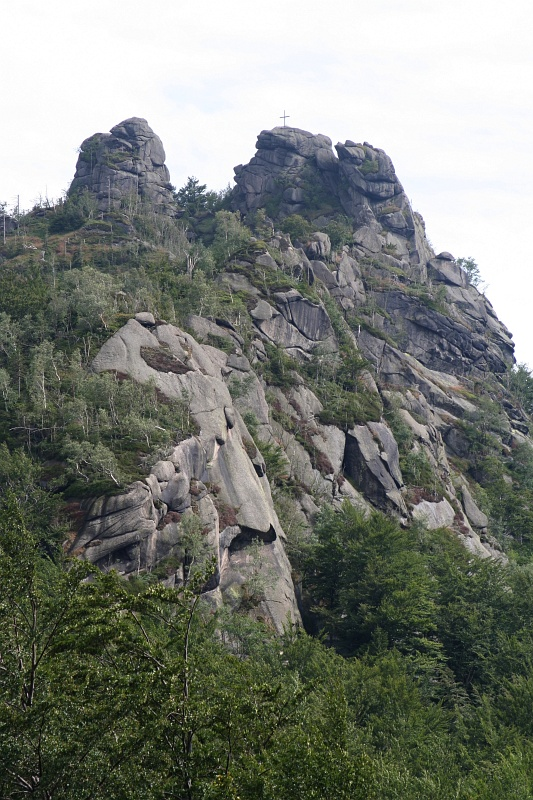
Czeskie Góry Izerskie: Granitowa skałka Frýdlantské cimbuří górująca nad wsią Bílý Potok

Góry Izerskie to także ciekawe tereny dla uprawiania turystyki pieszej, rowerowej, konnej i narciarstwa biegowego (na Polanie Jakuszyckiej odbywa się m.in. Bieg Piastów, a po czeskiej stronie tzw. Jizerská padesátka – bieg na nartach na odcinku 50 km). Na początku stycznia odbywają się również kilkudniowe wyścigi psich zaprzęgów Husqvarna Tour.
Po polskiej stronie znajdują się schroniska:
- Stóg Izerski
- Chatka Górzystów
- Schronisko Orle

Bufet:
- Wysoki Kamień

Nieistniejące:
- Chatka Robaczka

- Smědava
- Jizerka
- Nová Louka

Po polskiej stronie funkcjonuje również kolej gondolowa „Stóg Izerski” ze Świeradowa-Zdroju.

### Odznaki turystyczne
Istnieje odznaka turystyczna Korona Gór Izerskich. Przyznawana jest za zdobycie wybranych 15 szczytów tego pasma górskiego. Odznaka ustanowiona przez Klub Zdobywców Koron Górskich RP.

## Nawiązania i odniesienia w kulturze
Przez Góry Izerskie przechodzili w drodze do rodzinnego Prudnika bohaterowie powieści Lato umarłych snów autorstwa niemieckiego pisarza Harry’ego Thürka.